# مانجارو
مانجارو لينكس (بالإنجليزية: Manjaro linux)‏ هو توزيعة لينكس حرة ومفتوحة المصدر، مبنية على نظام التشغيل آرتش لينكس، وتتميز بالتركيز على سهولة الاستخدام وإمكانية الوصول. يستخدم مانجارو نموذج الترقيات المستمرة (rolling release)، ويعتمد على مدير الحزم باكمان (Pacman). يتم تطوير مانجارو بشكل رئيسي في النمسا، وفرنسا، وألمانيا. يعتبر المراجعون مانجارو لينكس توزيعة سهلة التثبيت والاستخدام، وتناسب كلًا من المبتدئين والمستخدمين ذوي الخبرة. يوصى به كطريقة سهلة لتثبيت وصيانة توزيعة متقدمة مبنية على آرتش. يجد بعض المراجعين أن جاذبية مانجارو تكمن في مجموعة البرمجيات الكبيرة المتاحة في مستودع مستخدمي آرتش (AUR). ويبرز آخرون التنوع الكبير في الإصدارات الرسمية والمجتمعية مع بيئات سطح مكتب مختلفة.

## التاريخ
أُصدِر مانجارو لأول مرة في 10 يوليو 2011. بحلول منتصف عام 2013، كان النظام في المرحلة التجريبية، رغم أن العديد من الميزات الرئيسية طُوِرت بالفعل. هذه الميزات تضمنت مثبتًا رسوميًا للنظام (مبني على مُثبت أنتيرغوس في ذلك الوقت)، ومدير الحزم باكمان مع واجهات استخدام متعددة، مثل باماك (Pamac) (المبني على جتك) لبيئة سطح المكتب اكس اف سي اس، واستُخدِمَ أوكتوبي (Octopi) (المبني على كيوت) لإصدار أوبن بوكس. بالإضافة إلى ذلك، كان هناك أداة كشف أجهزة مانجارو (Manjaro Hardware Detection) واختصارها MHWD لاكتشاف تعريفات الفيديو سواء الحرة أو المغلقة، ومدير إعدادات مانجارو (Manjaro Settings Manager) الذي يسمح للمستخدمين بإدارة إعدادات النظام العامة، وتثبيت وإدارة تعريفات الرسوميات.
في عام 2012، أوقِف صدفة جنوم مع إصدار النسخة 0.8.3. ومع ذلك، بفضل جهود فريق ارتش، تم إعادة إحياء توزيعة جنوم/سينامن كمشروع مجتمعي. في مارس 2017، تم إصدار نسخة رسمية جديدة من مانجارو لببيئة سطح المكتب جنوم.
في أواخر أغسطس 2015، وأثناء تطوير مانجارو 0.9.0، قرر الفريق تغيير طريقة تسمية الإصدارات من الأرقام إلى النظام الذي يعتمد على السنة والشهر. هذا التغيير شمل سلسلة 0.8.x وسلسلة 0.9.x الجديدة، مما أدى إلى إعادة تسمية النسخة 0.8.13، التي أُطلقت في يونيو 2015، لتصبح 15.06. في 27 سبتمبر 2015، تم إصدار مانجارو 15.09 (المعروف سابقًا بـ 0.9.0)، والذي حمل الاسم الرمزي "Bellatrix"، وكان يحتوي على المثبت الجديد كالاماريس وتحديثات الحزم.
في سبتمبر 2017، أعلنت مانجارو عن إيقاف دعم معمارية i686 نظرًا لانخفاض شعبيتها. لكن في نوفمبر 2017، استمر مشروع مجتمعي شبه رسمي تحت اسم "manjaro32"، مستندًا إلى آرتش لينكس 32، في دعم معمارية i686. وفي سبتمبر 2019، تم تأسيس شركة مانجارو التجارية. وذكر موقع إتس فوس أن الهدف من تأسيس الشركة كان «التعامل بشكل أكثر فعالية مع الاتفاقيات التجارية، وتشكيل شراكات، وتقديم خدمات احترافية».

## الإصدارات الرسمية
بالنسبة للمعالجات التي تعمل بمعمارية x86-64، توفر مانجارو إصدارات جاهزة للاستخدام مع أحد بيئات سطح المكتب الثلاث التالية:
- مانجارو بلازما: الذي يتميز بنمط بلازما الداكن الخاص بمانجارو وأحدث نسخة من كيدي بلازما 6.
- مانجارو اكس اف سي اي: الذي يتميز بنمط مانجارو الداكن وبيئة سطح مكتب اكس اف سي اي.[14]مانجارو بواجهة اكس اف سي اي

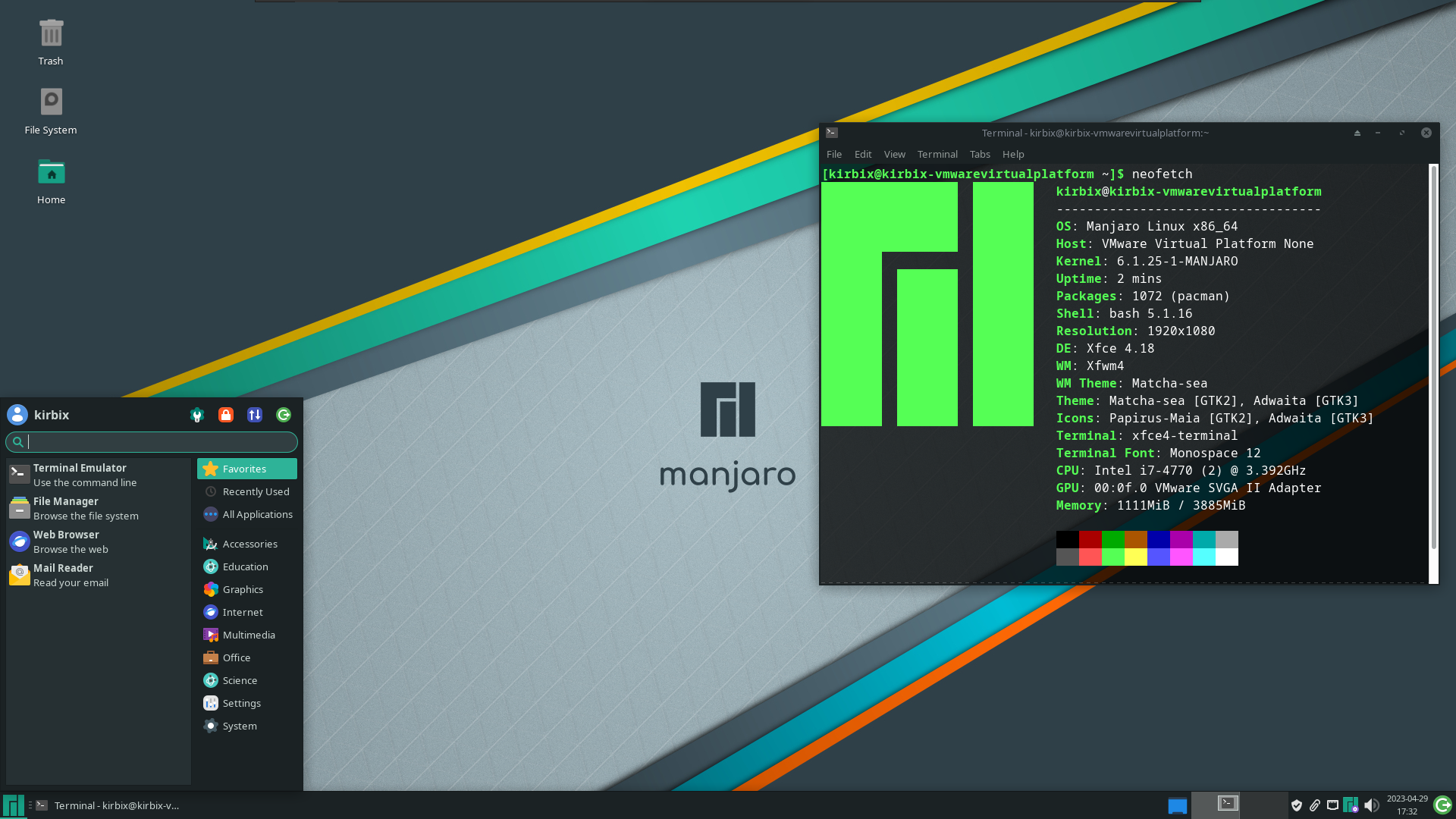
مانجارو بواجهة اكس اف سي اي

- مانجارو جنوم: الإصدار الرسمي الثالث مع إصدار Gellivara؛ ويوفر بيئة سطح مكتب جنوم مع سمات مانجارو.

وتوجد إصدارات أخرى غير رسمية من تطوير المجتمع، والتي يمكن تنزيلها من خلال الموقع الرسمي، وهي سينامن، وi3، وSway.
لدى مانجارو أيضًا إصدارات رسمية للأجهزة التي تعمل بمعالجات معمارية آرم، مثل الحواسيب الصغيرة أو أجهزة باين فون المحمولة.

## المميزات
يأتي مانجارو مع كل من مثبت واجهة سطر الأوامر ومثبت رسومي. يعني نموذج الإصدار المتداول أنه لا يحتاج المستخدمون إلى الترقية أو إعادة تثبيت النظام بالكامل للحفاظ على تحديثه بالتوازي مع الإصدار الأخير. يتم إدارة الحزم بواسطة باكمان عبر سطر الأوامر (الطرفية) وعبر أدوات مدير الحزم لواجهة مستخدم رسومية مثل باماك المثبت مسبقًا. يمكن تهيئة النظام كنظام ثابت (الوضع الافتراضي) أو كنظام حديث الحزم على غرار آرتش.
يشمل مانجارو مدير إعدادات رسومي الخاص به حيث يمكن تكوين خيارات مثل اللغة، والتعريفات، وإصدارات النواة.
تتوفر بعض أدوات آرتش الشهيرة، مثل Arch Build System (ABS)، ولكنها تمتلك تطبيقات بديلة في مانجارو.
مهندس مانجارو هو مثبت شبكي نصي يسمح للمستخدمين باختيار إصدارات النواة الخاصة بهم، والتعريفات، وبيئات سطح المكتب أثناء عملية التثبيت. تتوفر كل من بيئات سطح المكتب الرسمية والمجتمعية للاختيار. بالنسبة للتثبيتات المعتمدة على واجهة مستخدم رسومية، يستخدم مانجارو مثبت كالاماريس. For GUI-based installations, Manjaro uses the GUI installer Calamares.
تدار خوادم الحزم باستخدام أداة بوكست (Boxit) الخاصة بمطوري مانجارو، التي تم تصميمها مثل غِت تساعد الأداة في تنظيم وتحديث خوادم الحزم بفعالية. مع ملاحظة ان باكمان يُستخدم لإدارة الحزم في النظام من قبل المستخدم، بينما بوكست يُستخدم لإدارة خوادم الحزم التي تستضيف هذه الحزم من قبل المسؤولين.

## العلاقة مع ارتش لينكس
الفرق الرئيسي بين مانجارو وارتش لينكس يكمن في المستودعات.
يستخدم مانجارو ثلاثة أنواع من المستودعات:
- غير المستقر (Unstable): يحتوي على أحدث الحزم من ارتش لينكس، ويتم مزامنته عدة مرات يوميًا مع إصدارات الحزم من Arch.
- التجريبي (Testing): يحتوي على الحزم القادمة من المستودعات غير المستقرة بعد أن يقوم المستخدمون باختبارها.
- المستقر (Stable): يحتوي على الحزم التي تعتبر مستقرة من قبل فريق التطوير، مما قد يعني تأخيرًا لبضعة أسابيع قبل الحصول على الترقيات الكبيرة.

اعتبارًا من يناير 2019، فإن تحديثات الحزم التي يتم نقلها من فرع ارتش لينكس المستقر إلى فرع مانجارو المستقر تستغرق عادةً بضعة أسابيع.

## الأجهزة

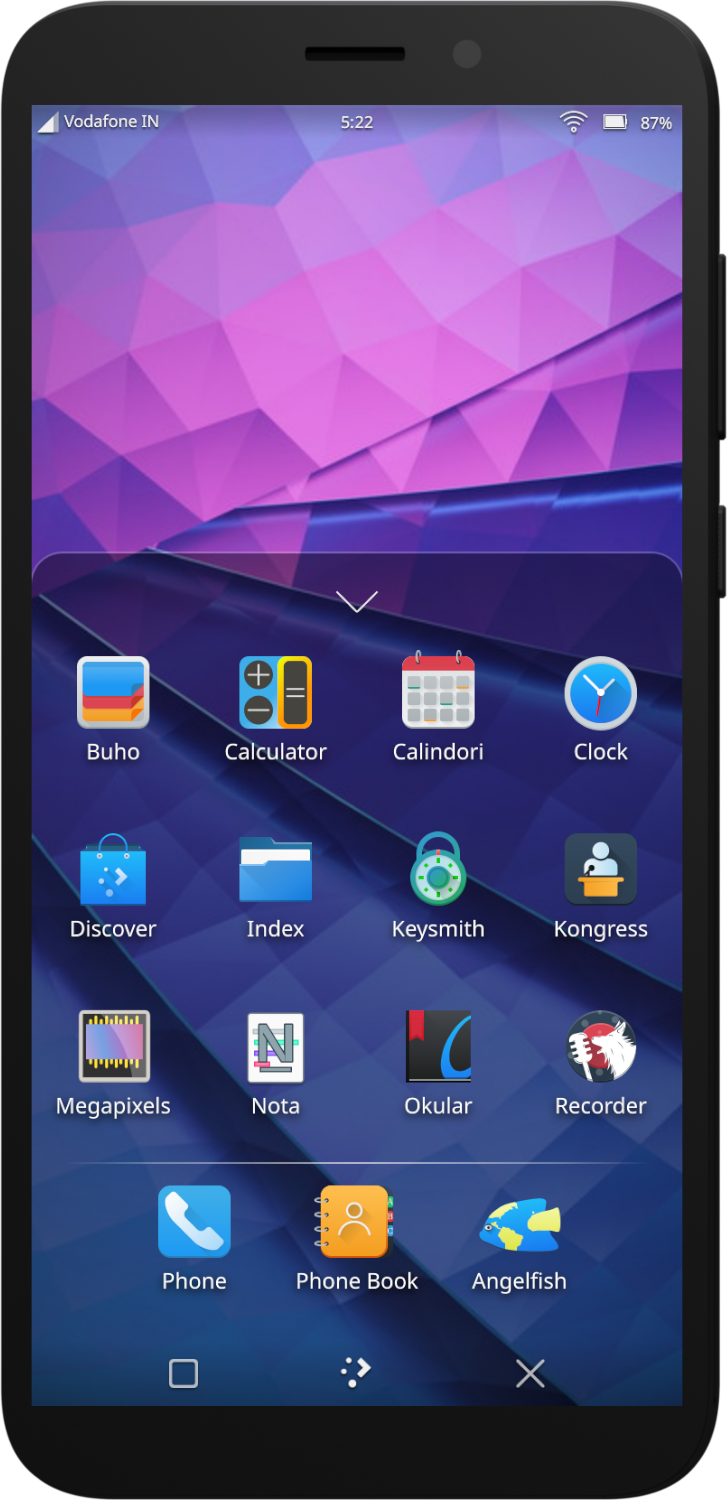
مانجارو على باين فون بواجهة كيدي موبايل

رغم أن مانجارو يمكن تثبيته على معظم الأنظمة، إلا أن بعض الشركات تبيع أجهزة كمبيوتر مسبقة التثبيت بنظام مانجارو ويوجد ايضا مانجارو مع بيئة سطح المكتب بلازما موبايل هو نظام التشغيل الافتراضي على هاتف باينفون، وهو هاتف ذكي بمعمارية آرم تم إصداره من شركة باين 64.

## وصلات خارجية
- مانجارو على موقع Framasoft (الفرنسية)
- مانجارو على موقع SourceForge (الإنجليزية)
- الموقع الرسمي
- مانجارو على موقع سورس فورج
- صفحة مانجارو على موقع ديسترووتش